# 方眼紙

方眼紙

方眼紙（ほうがんし）とは、予め升目が印刷された紙のことである。紙の端の部分には升目が印刷されていないことがある。グラフやドット絵を描いたり、工作に使用したりするのに利用される。

## 種類

両対数方眼紙

- ミリ方眼紙 : メートル法に合わせた方眼紙。升目の間隔は用途により様々で、1mm、5mm、10mmなどがある。1mm方眼紙の多くは、10本に1本の間隔で太線、5本に1本の間隔で中太線が挿入されているものが多い。
- インチ方眼紙 : メートルではなくインチ（1インチ=25.4mm）に合わせたもので、アメリカやカナダでは1/4インチ（6.35mm）ごとに線を引いた「クアッドペーパー（Quad paper）」や、1/5インチ（5.08mm）ごとに線が引かれた「Engineering paper」などが主に使われている。
- 微細方眼紙 : 1㎜より細かい方眼紙。
- ドット方眼紙 : 一定の間隔ごとにドットが印刷されている。
- 点線方眼紙 : 線ではなく点線で方眼が印刷されている。
- 建築方眼紙 : メートルではなく間（1間=1.818m）に合わせたもので、目盛の間隔が10㎜ではなく4.55mm(1/400間)、9.1mm(1/200間)、18.2mm(1/100間)などとなっている。また、尺（1尺=303mm）に合わせた方眼紙もあり、目盛の間隔が3.03mm（1/100尺）などとなっている。建築の間取図を描くための方眼紙。
- 斜方眼紙 : 90度ではなく60度ごとに線が印刷されており、升目が正三角形になっている。機械製図の等角図、建築のアイソメ図、三角グラフ（合計して100％となる3変数を示すグラフ）などを描くために使われる。
- 対数方眼紙 : 目盛りの間隔が対数で表されており、規則的な配列をした長方形が並ぶ形となっている。両対数方眼紙と片対数方眼紙がある。対数を取った時に何らかの関係性が現れるような事象のグラフを描くためなどに用いられる。
- 極座標方眼紙 : 同心円状に升目がある。
- ヘクスシート : 升目が6角形（ヘクス）の方眼紙。ウォー・シミュレーションゲームのマップをデザインする時などに使われる。